# Масове отруєння метиловим спиртом в Іркутську
Масове отруєння метиловим спиртом в Іркутську— інцидент з масовим отруєнням сурогатом алкоголю у місті Іркутську, Росія, яке відбулось 17—20 грудня 2016 року. У результаті отруєння метанолом померло 78 осіб, а ще 46 осіб госпіталізовані до місцевих лікувальних закладів. Усього внаслідок отруєння постраждали 123 особи. За кількістю жертв це отруєння стало не тільки найбільшим у пострадянській історії Росії, а й на всьому пострадянському просторі. Частина оглядачів вважають, що це отруєння пов'язане із погіршенням економічних умов у Росії після введення проти країни суворих міжнародних санкцій у зв'язку із розв'язанням військового конфлікту в Україні, що призвело до подорожчання алкогольних напоїв у легальних торгівельних закладах та переорієнтацією широких верств населення на дешевші сурогатні спиртовмісні речовини. Після цього отруєння в російському уряді визнали, що більш ніж 20 % обороту спиртовмісної продукції припадає на подібні сурогатні вироби. Зокрема, повідомляється, що серед 75 загиблих лише один був безпритульним, а більшість інших загиблих мали роботу, сім'ю та житло.

## Хронологія
Із 17 грудня зареєстровані перші звернення до лікарень Іркутська осіб, які отруїлись спиртовмісною рідиною — глодовим концентратом для прийняття ванн «Боярышник» (укр. Глід). Ця рідина не призначена для вживання в їжу, про що вказано на упаковці, проте її пили у зв'язку із наявністю у її складі етилового спирту. Пізніше встановлено, що в міському районі Ново-Леніно, де були зареєстровані усі випадки отруєння, окрім одного, продавалась партія рідини, для приготування якої із порушенням технології виробництва використовувався метиловий спирт. Концентрація метанолу була настільки високою, що зі слів головного лікаря іркутської міської лікарні № 8 спостерігались випадки миттєвої смерті відразу ж після вживання сурогату. Протягом 18 і 19 грудня до лікарень продовжували поступати пацієнти із отруєнням метиловим спиртом. Удень 19 грудня повідомлено про виявлення у передмісті Іркутська підпільного цеху по розливу спиртовмісної рідини, яка офіційно виробляється у Санкт-Петербурзі, а наступного дня виявлено цех у Шелехові. Окрім метилового спирту, в «Боярышнику» виявлено також антифриз.

## Наслідки
За фактом даного отруєння порушена кримінальна справа згідно частини 3 статті 238 Кримінального кодексу Росії («Виробництво, зберігання, збут товарів та продукції, що не відповідає вимогам безпеки, які спричинили загибель по необережності двох і більше осіб»). Після порушення кримінальної справи затримані затримані 13 осіб, які підозрюються у організації діяльності підпільного цеху з виробництва контрафактних спиртовмісних речовин, у тому числі й підробкою відомих торгових марок міцних алкогольних напоїв., які підозрюються у організації діяльності підпільного цеху з виробництва контрафактних спиртовмісних речовин, у тому числі й підробкою відомих торгових марок міцних алкогольних напоїв. Пізніше число затриманих збільшилось до 19 осіб, більшість із яких складали продавці та власники торгівельних кіосків, проте пізніше серед затриманих опинився заступник керівника Роспотребнадзору Іркутської області Михайло Лужнов, а також один із ймовірних поставщиків сурогатів.
19 грудня в Іркутську було введено режим надзвичайної ситуації, у зв'язку із чим у місті встановлена заборона на продажу нехарчових спиртовмісних рідин..
20 грудня в Іркутській області оголошено днем трауру.
Після повідомлення про масове отруєння в Іркутську, в сусідній Якутії 13 сіл ввели заборону на продаж алкогольних напоїв. Із урахуванням тих сіл, де подібні постанови були введені у жовтні цього року, кількість таких населених пунктів у Якутії досягла 100.
21 грудня прес-секретар президента Росії Дмитро Пєсков заявив, що уряд буде здійснювати заходи для захисту прав та здоров'я громадян у зв'язку із трагедією в Іркутську.
Сам Володимир Путін заявив про необхідність введення акцизів на спиртовмісну продукцію, у тому числі на медичні препарати, оскільки «люди мруть як мухи».
22 грудня віце-прем'єр Росії Олександр Хлопонін заявив, що продаж спиртовмісних медичних препаратів, у тому числі настойки «Боярышник», буде дозволена тільки в аптеках і по рецептах лікаря в невеликих упаковках. Раніше Міністерство охорони здоров'я Російської Федерації також заявляло про плани із обмеження вільного продажу спиртовмісної медичної продукції. Пізніше російське міністерство запропонувало обмежити об'єм тари спиртовмісних настоянок, що продаються в аптечній мережі, а також встановити обмеження на продажу спиртовмісних настоянок у аптеках не більше 2 флаконів одній особі.
23 грудня на щорічній прес-конференції Путін заявив, що найближчим часом уряд почне здійснювати необхідні заходи для попередження подібних випадків. Зокрема, він заявив про необхідність вирішувати проблему алкоголізації населення, назвавши події в Іркутську жахливою трагедію, та неподобством те, що відповідні органи не зуміли попередити цей випадок.

## Реакція в Україні
В Одесі активісти українських організацій прийшли до генерального консульства РФ із плакатами «50 метиловцев — герои России» (укр. 50 метилівців — герої Росії) та «Не забудем» (укр. Не забудемо), і виставили флакони з «Боярышником». 25 грудня після аварії Ту-154 біля Сочі радник Президента України Юрій Бірюков запропонував принести до посольства Росії пляшечку «Боярышника».

## Реакція в Білорусі
У січні 2017 року під час матчу Континентальної хокейної ліги між мінським «Динамо» та петербурзьким СКА телевізійний коментатор білоруського каналу «Білорусь-5» Арташес Антонян порівняв спокійну поведінку головного тренера російського клубу Олега Знарока під час невдалої гри його команди із алкогольним сп'янінням унаслідок вживання настойки «Боярышник»:

Знарок ніби під «боярышником». Досить спокійно виглядає Олег.
Оригінальний текст (рос.)
Знарок как будто под боярышником. Достаточно спокойно выглядит Олег.

Ці висловлювання викликали бурхливу реакцію в соціальних мережах країн пострадянського простору. Щоправда, пізніше коментатор заявив, що не вкладував у цю фразу ніякого підтексту, а просто хотів відзначити, що тренер, який часто на матчах своєї команди буває занадто емоційним, під час цього матчу був занадто спокійним, незважаючи на поразку його клубу.